# 덴류지
덴류지(天龍寺)는 일본 교토부 교토시 우쿄구 사가노에 있는 사찰이다. 1994년, 고도 교토의 문화재의 일부로 유네스코 세계유산으로 등록되었다.

## 같이 보기
- 일본 정원